# Кенет Елзинга
Кенет Елзинга (на английски: Kenneth Elzinga) е американски икономист и писател.

## Биография
Той е роден през 1942 година в Купърсвил, Мичиган. През 1963 година получава бакалавърска степен от Каламазу Колидж, а след това магистърска (1966) и докторска (1967) степени от Мичиганския щатски университет, след което преподава във Вирджинския университет. Става известен със своите приноси в областта на антимонополната регулация. Автор е и на няколко детективски романа, в които главният герой използва икономическата теория за разрешаване на криминални случаи.